# Thomas Ackermann (Politiker)
Thomas Ackermann (* 17. Dezember 1967 in Kassel) ist ein deutscher Politiker (Bündnis 90/Die Grünen) und ehemaliger Abgeordneter des Hessischen Landtags.
Nach seinem Abitur an der Goetheschule in Kassel studierte Ackermann Vor- und Frühgeschichte in Marburg, durch ein Fernstudium in Würzburg wurde er technischer Betriebswirt. Es folgte eine Ausbildung zum Bauzeichner und Bautechniker. Momentan ist er als technischer Angestellter im Bauamt der Gemeinde Lohfelden tätig, für die Zeit als Landtagsabgeordneter ruht dieses Arbeitsverhältnis jedoch.
Bei den Grünen hatte Ackermann einige wichtige Funktionen inne, beispielsweise als Vorstandssprecher der Grünen im Landkreis Kassel von 2000 bis 2011. Seit 2001 ist er Fraktionsvorsitzender in der Gemeindeverordnetenversammlung seiner Heimatgemeinde Fuldatal, auch gehört er seitdem dem Rat des Landkreises Kassel an. Zudem ist er stellvertretender Vorsitzender und Fraktionsvorsitzender in der Regionalversammlung Nordhessen. Am 23. Oktober 2013 rückte er für die in den Bundestag eingezogene Kordula Schulz-Asche in den Landtag ein. Die Wahlperiode dauert bis Januar 2014. Da er für die Landtagswahl 2013 nicht wieder nominiert wurde, schied er mit Ablauf der Legislaturperiode aus dem Landtag aus.
Ackermann ist verheiratet und hat zwei Kinder. Er ist ehrenamtlicher Richter am Verwaltungsgericht Kassel und erster Vorsitzender des HC Kassel.